# Margot Kidder
Margaret Ruth Kidder (Yellowknife, Territorios del Noroeste, 17 de octubre de 1948-Livingston, Montana, 13 de mayo de 2018), conocida como Margot Kidder, fue una actriz canadienseestadounidense. Saltó a la fama principalmente por haber interpretado el papel de Lois Lane en la película Superman: la película (1978).

## Biografía y carrera

### Primeros años
Margot quiso ser actriz desde muy niña, dejando constancia de ello en su diario en el cual escribiría explícitamente que quería ser una estrella de cine y que eso ocurriría algún día. 
Margot padecía desde muy joven de trastorno bipolar aunque no le fue diagnosticado hasta mucho más tarde. Este problema le llevó a intentar suicidarse en varias ocasiones. En este sentido, la agitada agenda de su padre influyó negativamente ya que estaban mudándose continuamente. Estuvo en 11 colegios en  12 años. Finalmente, sus padres intentando ayudarla, la metieron en un internado donde pudo empezar a interpretar en obras de teatro escolares.

### Inicios profesionales
Se mudó a Los Ángeles tras su graduación para comenzar su carrera artística. Le resultó bastante difícil hasta que conoció a un agente artístico canadiense que le consiguió uno de sus primeros trabajos de interpretación en Los locos años de Chicago (Gaily, Gaily, 1969). Esta película la llevó a su primer papel protagonista como "Quackser" en Quackser Fortune Has a Cousin in the Bronx 1970). Acto seguido se fue a Nueva York a estudiar interpretación, y una vez allí pagó sus estudios gracias a los trabajos que le fueron surgiendo en televisión.
Más tarde regresó a Hollywood, donde hizo amistad con los entonces desconocidos Martin Scorsese, Brian De Palma, Steven Spielberg y Susan Sarandon, entre otros. Gracias a esto, De Palma le dio un papel protagonista en Sisters (Hermanas, 1972). En 1974 aparece en el film de terror Black Christmas, de Bob Clark, interpretando a Barb.

### Supermany consagración

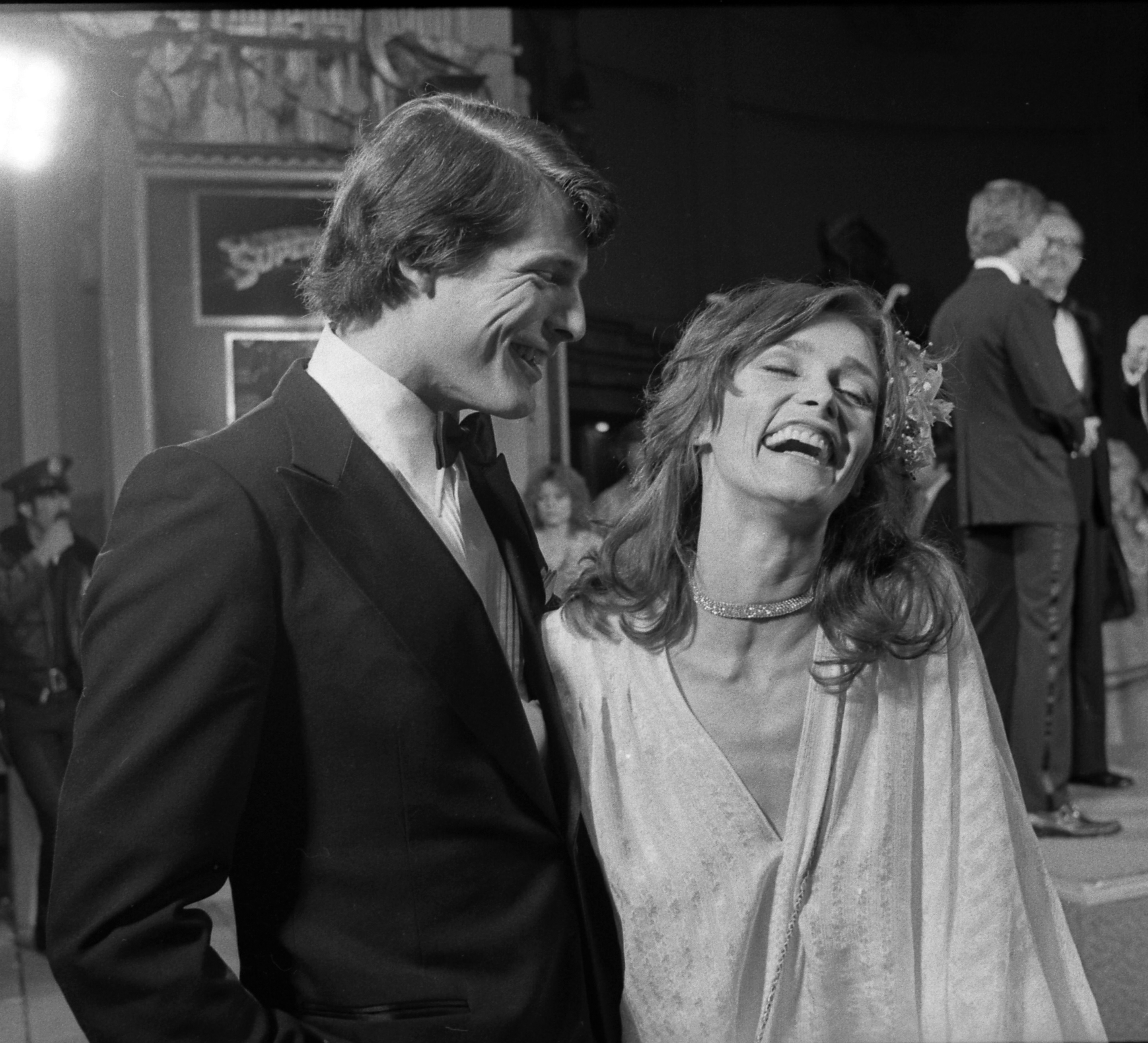
Junto a Christopher Reeve en el estreno de Superman: The Movie, en diciembre de 1978.

Tras una pausa profesional a causa de su matrimonio, Margot decidió volver a la actividad interpretativa. En esta ocasión su primer trabajo fue en la película de Richard Donner, Superman: The Movie. Tras el éxito de esta película, consiguió numerosos trabajos durante toda la década de 1980 entre los cuales están incluidas las secuelas de Superman.

### Vida y proyectos posteriores
En 1996, cuando iba a comenzar a escribir su autobiografía, empezó a volverse paranoica debido al trastorno bipolar que le fue diagnosticado, llegando a pensar que su marido quería matarla. Esto la llevó a huir y a fingir su propia muerte. Más tarde se sobrepondría de todo esto y seguiría trabajando.
En la cuarta temporada de la serie Smallville interpretó a Bridgette Crosby, la asistente del doctor Virgil Swann (interpretado por Christopher Reeve, el actor con el que protagonizó las cuatro películas de Superman), en los episodios "Cruzada" y "Transferencia".
En 2005, consiguió la nacionalidad estadounidense, misma que solicitó para poder votar en las elecciones de ese país y oponerse de modo más activo a la guerra de Irak.
En mayo de 2012, viajó a Chile junto con los actores Billy Dee Williams (Star Wars), y el actor Peter Facinelli (Crepúsculo) para ser invitada especial en la Convención Internacional de Cómics de San Diego en Chile ubicada en la Estación Mapocho.

## Vida personal

### Activismo
Kidder fue desde hace mucho tiempo partidaria del partido demócrata de los Estados Unidos y expresó su apoyo a las causas liberales a lo largo de su carrera. Ella apoyó activamente la candidatura de Jesse Jackson para la nominación demócrata en las elecciones presidenciales de los Estados Unidos en 1984. A principios de la década de 1990, durante la primera Guerra del Golfo, Kidder fue tildada de "Betty de Bagdad" y sufrió abusos por sus comentarios sobre la guerra. En una pieza llamada "Confesiones de 'Bagdad Betty'", diseñada como una carta a su madre e impresa en The Nation, Kidder respondió explicando y defendiendo sus declaraciones.
A partir de noviembre de 2009, Kidder era la Coordinadora Estatal de Montana para los Demócratas Progresistas de América. El sitio web de la organización publicó su artículo "Axe Max", en el que criticaba a Max Baucus, senador demócrata de Montana. También contribuyó con artículos para CounterPunch, una revista de izquierda, a partir de 2009. El 22 de agosto de 2015, fue nombrada anfitriona de una cena por los demócratas del condado de Yellowstone en Billings, Montana, llamada "Billings for Bernie" en apoyo de la candidatura primaria presidencial de Bernie Sanders. En un artículo de CounterPunch que expresa su reacción ante la Convención Nacional Demócrata de 2016, escribió: "No soy estadounidense esta noche... Rechazo las palabras que expresé en mi ceremonia de ciudadanía".

## Muerte
Kidder falleció en su hogar de Livingston, Montana, Estados Unidos, el 13 de mayo de 2018; según el dictamen forense publicado casi tres meses después, fue debido a una sobredosis de fármacos y alcohol. Su hija posteriormente reconoció como suicidio la causa de la muerte de su madre.

## Filmografía

### Cine
| Año  | Título                                          | Rol                                   |
| ---- | ----------------------------------------------- | ------------------------------------- |
| 1968 | The Best Damn Fiddler from Calabogie to Kaladar | Rosie Prometer                        |
| 1969 | Gaily, Gaily                                    | Adeline                               |
| 1970 | Quackser Fortune Has a Cousin in the Bronx      | Zazel                                 |
| 1972 | Sisters                                         | Danielle Breton / Dominique Blanchion |
| 1974 | A Quiet Day in Belfast                          | Brigit Slattery / Thelma Slattery     |
| 1974 | The Gravy Train                                 | Margue                                |
| 1974 | Black Christmas                                 | Barbara 'Barb' Coard                  |
| 1975 | The Great Waldo Pepper                          | Maude                                 |
| 1975 | The Reincarnation of Peter Proud                | Marcia Curtis                         |
| 1975 | 92 in the Shade                                 | Miranda                               |
| 1978 | Shoot the Sun Down                              | Mujer inglesa                         |
| 1978 | Superman: The Movie                             | Lois Lane                             |
| 1979 | The Amityville Horror                           | Kathy Lutz                            |
| 1979 | Mr. Mike's Mondo Video                          | Ella misma                            |
| 1980 | Willie & Phil                                   | Jeannette Sutherland                  |
| 1980 | Superman II                                     | Lois Lane                             |
| 1981 | Heartaches                                      | Rita Harris                           |
| 1982 | Some Kind of Hero                               | Toni Donovan                          |
| 1982 | Miss Right                                      | Juliette                              |
| 1983 | Trenchcoat                                      | Mickey Raymond                        |
| 1983 | Superman III                                    | Lois Lane                             |
| 1985 | Little Treasure                                 | Margo                                 |
| 1986 | GoBots: Battle of the Rock Lords                | Solitaire                             |
| 1986 | Keeping Track                                   | Mickey Tremaine                       |
| 1987 | Superman IV                                     | Lois Lane                             |
| 1989 | Mob Story                                       | Dolores                               |
| 1990 | White Room                                      | Madelaine X                           |
| 1991 | Delirious                                       |                                       |
| 1992 | Aaron Sent Me                                   | Kaitlynn Prescott                     |
| 1993 | La Florida                                      | Vivy Lamori                           |
| 1994 | Maverick                                        | Margret Mary                          |
| 1994 | WindRunner                                      | Sally 'Mom' Cima                      |
| 1994 | The Pornographer                                | Irene                                 |
| 1994 | Beanstalk                                       | Kate 'Doc' Winston                    |
| 1996 | Henry & Verlin                                  | Mabel                                 |
| 1996 | Never Met Picasso                               | Genna Magnus                          |
| 1997 | The Planet of Junior Brown                      | Señora Peebs                          |
| 1997 | Shadow Zone: My Teacher Ate My Homework         | Sol                                   |
| 1997 | Silent Cradle                                   | Cindy Wilson                          |
| 1999 | The Hi-Line                                     | Laura Johnson                         |
| 1999 | The Clown at Midnight                           | Ellen Gibby                           |
| 1999 | The Annihilation of Fish                        | Señora Muldroone                      |
| 1999 | Nightmare Man                                   | Lillian Hannibal                      |
| 2000 | Tribulation                                     | Eileen Canboro                        |
| 2002 | Angel Blade                                     | Frida                                 |
| 2002 | Crime and Punishment                            | Katerina Marmelodov                   |
| 2004 | Chicks with Sticks                              | Edith Taymore                         |
| 2004 | Death 4 Told                                    | Madam Badeau                          |
| 2008 | Universal Signs                                 | Rose Callahan                         |
| 2008 | Love at First Kill                              | Beth                                  |
| 2008 | On the Other Hand, Death                        | Dorothy                               |
| 2008 | A Single Woman                                  | Storyteller                           |
| 2009 | Something Evil Comes                            | Claudia Brecher                       |
| 2009 | Halloween II                                    | Barbara Collier                       |
| 2011 | Redemption: For Robbing the Dead                | Marlys Baptiste                       |
| 2011 | Three of a Kind                                 | Claire                                |
| 2012 | HENRi (Corto)                                   | Dra. Calvin                           |
| 2013 | Matt's Chance                                   | Madre Mable                           |
| 2013 | Real Gangsters                                  | Stella Kelly                          |
| 2014 | The Dependables                                 | Jean Dempsey                          |
| 2014 | The Big Fat Stone                               | Madge                                 |
| 2015 | No Deposit                                      | Margie Ryan                           |
| 2016 | The Red Maple Leaf                              | Amanda Walker                         |
| 2017 | The Neighborhood                                | Maggie                                |

### Televisión
| Año       | Título                            | Rol                                  | Notas            |
| --------- | --------------------------------- | ------------------------------------ | ---------------- |
| 1969      | Wojeck                            |                                      | 1 episodio       |
| 1969      | Adventures in Rainbow Country     | Dra. Janet Rhodes / Sportscar Driver | 2 episodios      |
| 1969      | McQueen                           | Jenny                                | 3 episodios      |
| 1969      | Corwin                            | Denny                                | 2 episodios      |
| 1970      | The Mod Squad                     | Claire Allen                         | 1 episodio       |
| 1971      | Suddenly Single                   | Jackie                               | Película para TV |
| 1971–1972 | Nichols                           | Ruth                                 | 5 episodios      |
| 1972      | The Bounty Man                    | Mae                                  | Película para TV |
| 1972      | Banacek                           | Linda Carsini                        | 1 episodio       |
| 1972      | Harry O                           | Helen                                | 1 episodio       |
| 1973      | Barnaby Jones                     | Lori Wright                          | 1 episodio       |
| 1974      | The Suicide Club                  |                                      | Película para TV |
| 1974      | Honky Tonk                        | Lucy Cotton                          | Película para TV |
| 1975      | Baretta                           | Terry Lake                           | 1 episodio       |
| 1975      | Wide World Mystery                | Gerry                                | 1 episodio       |
| 1976      | Switch                            | Andrea Morris                        | 1 episodio       |
| 1979      | Saturday Night Live               | Ella misma                           | 1 episodio       |
| 1982      | Bus Stop                          | Cherie                               | Película para TV |
| 1983      | Pygmalion                         | Eliza Doolittle                      | Película para TV |
| 1984      | Louisiana                         | Virginia Tregan                      | Película para TV |
| 1984      | The Glitter Dome                  | Willie                               | Película para TV |
| 1985      | The Hitchhiker                    | Jane Reynolds                        | 1 episodio       |
| 1985      | Picking Up the Pieces             | Lynette Harding                      | Película para TV |
| 1986      | The Wonderful Wizard of Oz        | Narradora                            |                  |
| 1986      | Vanishing Act                     | Chris Kenyon                         | Película para TV |
| 1987      | Shell Game                        | Dinah / Jennie Jerome                | 5 episodios      |
| 1987      | Tales from the Crypt              | Cynthia                              | 1 episodio       |
| 1988      | Body of Evidence                  | Carol Dwyer                          | Película para TV |
| 1992      | To Catch a Killer                 | Rachel Grayson                       | Película para TV |
| 1992–1993 | Street Legal                      | Charlotte Percy                      | 2 episodios      |
| 1993      | Murder, She Wrote                 | Dra. Ellen Holden                    | 1 episodio       |
| 1993–1995 | Captain Planet and the Planeteers | Gaia (voz)                           | 5 episodios      |
| 1994      | One Woman's Courage               | Stella Jenson                        | Película para TV |
| 1995      | Burke's Law                       | Joy Adams                            | 1 episodio       |
| 1995      | Young Ivanhoe                     | Lady Margarite                       | Película para TV |
| 1995      | Bloodknot                         | Evelyn                               | Película para TV |
| 1996–1997 | Boston Common                     | Cookie de Varen                      | 5 episodios      |
| 1996      | Phantom 2040                      | Rebecca Madison                      | 1 episodio       |
| 1997      | The Hunger                        | Señora Sloan                         | 1 episodio       |
| 1997      | Aaahh!!! Real Monsters            | Helga (voz)                          | 2 episodios      |
| 1997      | The Teddy Bears' Scare            | Señora Jones (voz)                   | Película para TV |
| 1998      | Touched by an Angel               | Rita                                 | 1 episodio       |
| 1999      | La Femme Nikita                   | Roberta Wirth                        | 1 episodio       |
| 2000      | Amazon                            | Morag                                | 3 episodios      |
| 2000      | Someone Is Watching               | Sally Beckert                        | Película para TV |
| 2001      | Law & Order: Special Victims Unit | Grace Mayberry                       | 1 episodio       |
| 2001      | Mentors                           | Queen Elizabeth I                    | 1 episodio       |
| 2001      | Earth: Final Conflict             | Dr. Josephine Mataros                | 1 episodio       |
| 2004      | Smallville                        | Bridgette Crosby                     | 2 episodios      |
| 2004      | I'll Be Seeing You                | Frances Grolier                      | Película para TV |
| 2005      | Robson Arms                       | Elaine Wainwright                    | 1 temporada      |
| 2005      | The Last Sign                     | Endora                               | 2 episodios      |
| 2006      | The L Word                        | Sandy Ziskin                         | 1 episodio       |
| 2007      | Brothers & Sisters                | Emily Craft                          | 2 episodios      |
| 2014      | R.L. Stine's The Haunting Hour    | Señora Worthington                   | 1 episodio       |